# Spyros Kyprianou Athletic Center
Het Spyros Kyprianou Athletic Center (Grieks: Αθλητικό Κέντρο Σπύρος Κυπριανού) is de grootste sporthal van Cyprus. De hal is vernoemd naar Spyros Kyprianou, de tweede president van Cyprus.
Met de bouw van de hal werd gestart in 2002. Drie jaar later was de hal af. Het kostenplaatje bedroeg 8.500.000 CYP (ongeveer €14.500.000). Er is plaats voor 6.225 personen, waarvan 42 voorbehouden voor rolstoelpatiënten.
In 2008 was de hal de locatie van het Junior Eurovisiesongfestival. Deze internationale finale van het liedjesfestival werd live in alle deelnemende landen uitgezonden. De omroep wilde Cyprus internationaal onder de aandacht brengen met het hightechpodium.